# Muscicapinae
Muscicapinae (Oude Wereld vliegenvangers) vormen een (controversiële) onderfamilie van zangvogels. Het zijn kleine zangvogels die gewoonlijk rechtop zitten op een uitkijkpost om jacht te maken op een passerend insect of om naar de grond te schieten om daar een prooi te bemachtigen. Vaak keren ze vervolgens terug naar dezelfde plek om te wachten op de volgende prooi. 
Over het onderscheid van deze onderfamilie binnen de familie Muscicapidae bestaat geen overeenstemming. Naast de vliegenvangers uit de Oude Wereld (deze onderfamilie) is er een andere familie van vliegenvangers: die van de Nieuwe Wereld. Deze familie heet tirannen (tyrant flycatchers).
Moleculair genetisch onderzoek heeft uitgewezen dat de vliegenvangers van de Oude Wereld en die van de Nieuwe Wereld (de tirannen)  helemaal niet aan elkaar verwant zijn. Daarom deelt men de tirannen in bij de Tyranni (Scheeuwvogels). De tirannen leven merendeels in Mexico en Zuid-Amerika en verder ook in Noord-Amerika.
In West-Europa komen de volgende vijf soorten vliegenvangers voor:
- Grauwe vliegenvanger
- Mediterrane vliegenvanger
- Bonte vliegenvanger
- Withalsvliegenvanger
- Kleine vliegenvanger

## Taxonomie
De onderverdeling in Muscicapinae en Saxicolinae in de familie Muscicapidae is nogal kunstmatig en daarover bestaat geen overeenstemming. Uit nieuw uitgevoerd genetisch/moleculair onderzoek blijkt vaak dat de indeling nog lang niet volmaakt is. Steeds vinden er veranderingen in de naamgeving plaats. Bijvoorbeeld het geslacht Ficedula is waarschijnlijk een vergaarbak waaruit nog nieuwe geslachten zullen worden afgesplitst.
De inmiddels verouderde indeling zoals hier gepresenteerd is gebaseerd op de IOC World Bird List versie 3.2. (uit 2012). Deze indeling wijkt op tal van punten af van later gepubliceerde indelingen op grond van aanvullend DNA-onderzoek. 

### Lijst van geslachten
- Fraseria (2 soorten bosvliegenvangers)
- Melaenornis (12 soorten drongovliegenvangers)
- Empidornis (1 soort: zilvervliegenvanger)
- Rhinomyias (11 soorten junglevliegenvangers)
- Muscicapa (meer dan 25 soorten vliegenvangers waaronder de grauwe vliegenvanger)
- Myioparus (2 soorten vliegenvangers)
- Humblotia (1 soort: Humblots vliegenvanger)
- Ficedula (31 soorten vliegenvangers waaronder de bonte vliegenvanger)
- Cyanoptila (1 soort: blauw-witte vliegenvanger)
- Eumyias (5 soorten vliegenvangers waaronder de indigovliegenvanger)
- Cyornis (22 soorten niltava's waaronder luzonniltava)
- Anthipes (2 soorten vliegenvangers)
- Niltava (6 soorten niltava's)
- Muscicapella (1 soort: dwergniltava)